# Jörg Hopfe

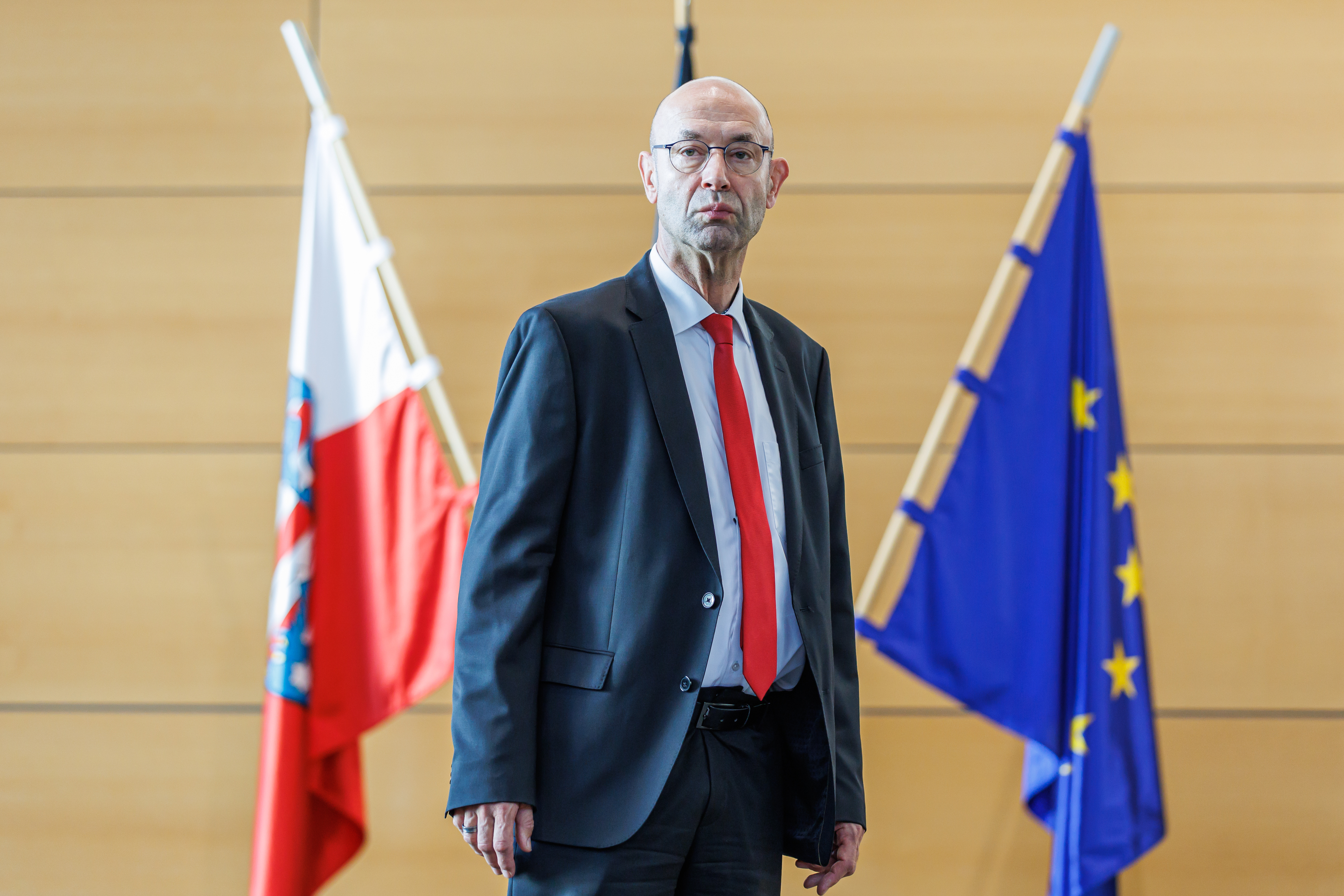
Jörg Hopfe (2024)

Jörg Hopfe ist ein deutscher Volljurist und seit dem 1. August 2019 Direktor beim Thüringer Landtag.

## Ausbildung und Beruf
Jörg Hopfe studierte Rechtswissenschaften und schloss seine Ausbildung mit dem zweiten Juristischen Staatsexamen ab. 
Seit 1991 ist Jörg Hopfe zunächst als Referent zur Betreuung des Verfassungs- und Geschäftsordnungsausschusses sowie im wissenschaftlich-juristischen Dienst beim Landtag in Thüringen, dem Thüringer Landtag beschäftigt. 1993 übernahm er als Referatsleiter die Zuständigkeit für das Justiziariat, Fragen des Fraktions- und Abgeordnetenrechts und (ab 2003) auch für den Inneren Dienst sowie die stellvertretende Leitung der Abteilung B. 2007 wurde er Leiter der Abteilung B „Zentrale Dienste“. Ab 2011 fungierte er als stellvertretender Direktor. Nach dem Rücktritt der Landtagsdirektorin Birgit Eberbach-Born Ende Oktober 2018 nahm er vertretungsweise ihre Aufgaben wahr.
2019 ernannte Thüringens damalige Landtagspräsidentin Birgit Diezel (CDU) Hopfe zum neuen Landtagsdirektor.
Am 26. September 2024 begleitete Hopfe das erste Zusammenkommen des 8. Thüringer Landtages als neutraler Beobachter und Berater. Dabei wies er den Alterspräsidenten Jürgen Treutler (AfD) darauf hin, dass dieser seine Kompetenzen in rechtswidriger Weise überschreite. Diese Auffassung wurde am 27. September 2024 vom Thüringer Verfassungsgerichtshof, der von der CDU-Fraktion und deren Geschäftsführer Andreas Bühl angerufen worden war, bestätigt.
Hopfe ist Mitglied der SPD.

## Schriften (Auswahl)
- mit Michael Brenner, Klaus Hinkel, Holger Poppenhäger, Klaus von der Weiden (Hrsg.): Die Verfassung des Freistaats Thüringen. Handkommentar, 2. Auflage, Nomos, Baden-Baden 2023, ISBN 978-3-7560-0075-3.